# B-moll

Znaki chromatyczne w gamie b-moll

Diagram akordu b-moll dla gitary

b-moll – gama muzyczna oparta na skali molowej, której toniką jest b. 
Gama b-moll w odmianie naturalnej (eolskiej) zawiera następujące dźwięki: b, c, des, es, f, ges, as. W zapisie tonacji b-moll występuje pięć bemoli.

## Odmiany
Gama b-moll w odmianie harmonicznej (z VII stopniem podwyższonym o półton):
Gama b-moll w odmianie doryckiej (z VI i VII stopniem podwyższonym o półton w stosunku do gamy b-moll naturalnej):
Równoległą gamą durową jest Des-dur, jednoimienną durową – B-dur.

## Akord
Nazwa b-moll oznacza także akord, zbudowany z pierwszego (b), trzeciego (des) i piątego (f) stopnia gamy b-moll.
| Akord b-moll | Audio playback is not supported in your browser. You can download the audio file. |

## Przykłady zastosowania
Znane dzieła oparte na tonacji b-moll:
- Piotr Czajkowski – I Koncert fortepianowy op. 23
- Fryderyk Chopin – Scherzo op. 31, II Sonata fortepianowa
- Richard Strauss – Symfonia alpejska
- Antonín Dvořák – Koncert wiolonczelowy, op. 104

## Nazewnictwo
W anglosaskiej notacji nazw dźwięków literą b oznacza się niealterowany VII stopień szeregu zasadniczego, dla którego w nazewnictwie polskim stosowana jest nazwa h. Z tego względu synonimem dla polskiego określenia b-moll jest angielskie B flat minor.